# Droga krajowa B315 (Niemcy)
Droga krajowa 315 (Bundesstraße 315, B 315) – niemiecka droga krajowa przebiegająca na osi południowy wschód, północny zachód od skrzyżowania z drogą B314 koło miejscowości Weizen do drogi B317  w Badenii-Wirtembergii.